# Лососьна-Велика
Лососьна-Велика (пол. Łosośna Wielka) — село в Польщі, у гміні Кузьниця Сокульського повіту Підляського воєводства.
Населення — 52 особи (2011).
У 1975-1998 роках село належало до Білостоцького воєводства.

## Демографія
Демографічна структура станом на 31 березня 2011 року:
|          | Загалом | Допрацездатний вік | Працездатний вік | Постпрацездатний вік |
| -------- | ------- | ------------------ | ---------------- | -------------------- |
| Чоловіки | 27      | 6                  | 13               | 8                    |
| Жінки    | 25      | 4                  | 10               | 11                   |
| Разом    | 52      | 10                 | 23               | 19                   |